# Teatro Sociale (Finale Emilia)
Il Teatro Sociale è un teatro situato a Finale Emilia, in provincia di Modena.

## Storia
La tradizione teatrale a Finale Emilia risale all'epoca rinascimentale, quando esistevano già due teatri: il primo teatro, sorto nel 1577 sotto il nobile cavaliere ferrarese Podestà Curioni, fu chiamato il Balladuro perché costruito nello stesso luogo che serviva per le pubbliche danze popolari; il secondo teatro venne formato per la gioventù nobile e costruito nella zona del Torraccio contiguo all'Alta Rocca.
Nel 1737 si inaugurò il nuovo teatro Grillenzoni posto di fronte alla Rocca estense. Questo teatro fu abbattuto nel 1899 e oggi rimane solo la facciata neoclassica incorporata in un gruppo di abitazioni.
Nell'ottobre 1905, la costituita "Società per l'erezione di un Teatro Sociale in Finale Emilia" deliberò di affidare il progetto per un nuovo stabile all'architetto Emilio Giorgi e all'ingegnere Arrigo Finetti, dello Studio di Ingegneria e Architettura Giorgi e Rognoni di Modena. I lavori iniziarono nel 1907 e terminarono nel 1910; nell'ottobre dello stesso anno, il Teatro Sociale fu inaugurato portando in scena la Manon Lescaut di Giacomo Puccini.
Il teatro ospitò per lungo tempo importanti manifestazioni di opere liriche, prosa e operetta, ma nel secondo dopoguerra divenne una sala cinematografica, sempre più scadendo sino a ridursi nel 1979 a cinema a luci rosse. Negli anni 1980 ebbe ancora una breve stagione teatrale, fino al 1984 quando fu dichiarato inagibile.
A metà degli anni 1990 era ancora in parte di proprietà della cooperativa di eredi della originaria "Società per l'erezione di un Teatro Sociale in Finale Emilia", che peraltro non disponeva più di risorse finanziarie per il restauro dell'edificio ed espresse di conseguenza la volontà di cedere al Comune le proprie quote. Completata l'acquisizione, il Comune ne avviò rapidamente il recupero affidandone il progetto ad Artistudio di Sassuolo: l'intervento, reso certamente più agile da una situazione strutturale non particolarmente compromessa, ha riguardato, oltre che la messa a norma di impianti e servizi, il rifacimento delle infrastrutture più danneggiate quali platea e palcoscenico (quest'ultimo risultava infatti inidoneo a sopportare i carichi di un palco di discrete dimensioni) e il rinnovo degli arredi al fine di renderli omologabili. Il ripristino dei paramenti murari esterni ha completato il recupero.
Il teatro è stato nuovamente inaugurato il 20 gennaio 1996.
Il Teatro Sociale è stato gravemente danneggiato dal terremoto dell'Emilia del 2012, che lo ha reso inagibile. Nel 2022, a 10 anni dal sisma, i lavori di restauro non sono ancora iniziati.

## Architettura
Il teatro si erge quasi di fronte all'ex teatro Grillenzoni e presenta una facciata a tre corpi di cui due laterali più bassi ed aggettanti sormontati da timpani ricurvi di stile liberty come le decorazioni, secondo il modello del Teatro Storchi di Modena. 
Dall'atrio rettangolare, in cui è posta la lapide che ricorda come l'«l'Ing. Arrigo Finetti a questo teatro diede vita», si accede con due scale alle gallerie, ai palchi e alla platea a forma di ferro di cavallo. 
La soluzione di un progetto a tipologia mista, a lungo contestato dal Comitato, propone un compromesso tra la tradizione italiana, ma soprattutto emiliana, del teatro a palchetti e l'innovazione alla francese della galleria a balconata continua. In effetti, appena sopraelevata sulla platea, vi è la galleria con posti gradonati nel settore principale mentre nelle parti convergenti verso il palcoscenico si suddivide in palchetti con divisori molto bassi. Soprastante a questa, è situato un ordine di palchetti in numero di ventuno (dieci per ogni ala più quello centrale che è doppio) e altri palchetti di proscenio. Infine una seconda galleria che nella parte centrale contiene sette file di posti gradonati. 
Motivi floreali incorniciano le balaustre ed i soffitti dei palchi sono decorati con serti di rose. Una grande balaustra policroma dipinta a trompe-l'œil percorre tutta la fascia esterna del soffitto ed una cornice anch'essa dipinta circonda il lucernario.
Il palcoscenico è dotato di sottopalco sostenuto da colonne di legno, di retropalco con porta che si apre sul fondo e otto camerini per gli attori.